# Eukoenenia grafittii
Eukoenenia grafittii är en spindeldjursart som beskrevs av Bruno Condé och Jacqueline Heurtault 1994. Eukoenenia grafittii ingår i släktet Eukoenenia och familjen Eukoeneniidae. Inga underarter finns listade i Catalogue of Life.